# VSCO
VSCO es una aplicación móvil de fotografía dirigida a dispositivos iOS y Android creada por la empresa estadounidense Visual Supply Company.
La aplicación era anteriormente conocida como VSCO Cam. 
En 2019 se creó la tendencia de «VSCO Girl» o «VSCO Boy», que se hizo popular por la aplicación TikTok.

## Historia de la empresa
La Visual Supply Company fue fundada en 2011 por Joel Flory y Greg Lutze en California. Recaudó 40 millones de dólares por parte de inversores en mayo de 2014, y en 2015 adquirió Artifact Uprising, una empresa especializada en la creación de productos materiales a partir de fotografías. Visual Supply Company se ubica en Denver, Colorado y en Oakland, California.

## Visión general
La aplicación móvil está disponible para dispositivos iOS y Android, y permite a sus usuarios capturar fotos y editarlas para modificar el tono, la claridad, el tono de piel, el tinte, el enfoque, la saturación, el contraste, la temperatura, etcétera, a través de sus filtros. Los usuarios pueden publicar sus fotografías en la red social que VSCO incluye en la misma aplicación. 
A partir de 2015, más de 72 millones de publicaciones de Instagram presentaban el hashtag #vscocam.
Aunque la aplicación en sí es gratuita, VSCO proporciona el «VSCO X Membership», una suscripción que incluye más de 100 ajustes predeterminados y nuevas herramientas de «Film X», así como también nuevas adiciones mensuales. Estas actualizaciones se relacionan con herramientas de intensidad, calidez y de carácter que proporcionan a las fotografías efectos de exposición y escaneo.
VSCO tiene una opción que se llama GRID, es básicamente una biblioteca de fotografías. Esta biblioteca de VSCO logra que el usuario comparta todas sus fotografías tomadas en sus diferentes redes sociales y apps. Hay una opción en GRID donde se pueden subir colecciones de fotos llamadas «stories» básicamente lo que hace esta es que le permite al usuario agrupar sus fotografías para contar una historia.

## VSCO girl
La subcultura VSCO se originó y recibió el nombre en honor de la aplicación en el año 2019 en las redes sociales como TikTok, Instagram, Youtube y Twitter. VSCO girl se viste con un estilo específico que incluye camisetas de gran tamaño, vaqueros viejos, zapatos crocs y botellas de metal para el agua de la marca Hydro Flask. También utiliza las cámaras instantáneas y polaroid para darles un poco de «toque de distinción» a sus fotografías impresionantes. La protección del medio ambiente, especialmente la conservación de las tortugas de mar, también se consideran la parte de la cultura VSCO.
En octubre del año 2019, había más de 400 millones de videos en TikTok con tag #vscogirl. Instagram tiene 2.9 millones de publicaciones etiquetadas con el hashtag #VSCOGirl. El 30 de agosto del año 2019, TikTok agregó un filtro para VSCO girl, que incluía una botella con agua decorada con pegatinas y una coleta lateral con elásticos.